# Carlos de Faria
Carlos de Faria (Palhoça, 12 de março de 1865 — Jaguaruna, 4 de dezembro de 1890) foi um escritor brasileiro.

## Vida
Nasceu em Enseada de Brito.

## Condecorações
É patrono da cadeira 3 da Academia Catarinense de Letras.